# 宮川春菜
宮川 春菜（みやがわ はるな、2002年5月27日 - ）は日本のクラシック音楽のギタリスト。トライストーン・エンタテイメント所属。

## 来歴
小学2年生の時、周りの友人が音楽の習い事を始め自分も楽器を習いたいと思っていた。ちょうどそのころに自宅へ投函された牧瀬豊のギター教室のチラシをきっかけに教室に通い始めクラシック・ギターを習う。以降、牧瀬豊に師事。
小学4年生の時に第39回日本ギターコンクールに出場し、初出場ながら金賞を受賞。同コンクールでは5年連続金賞と、4年連続日本ギター協会賞を受賞。山陰ギターコンクールで2年連続優勝。特別賞「米子市長賞」受賞。12歳にして地元奈良県でソロリサイタルを開催するなど注目を浴び、クラシック・ギター界の期待の新星としてTV・新聞・雑誌で紹介される。
2019年 第27回山陰ギターコンクールプロフェッショナル部門優勝。特別賞「鳥取県知事賞」受賞。
2020年 第42回ジュニアギターコンクール高校生の部優勝。第一線で活躍するギタリストも獲得した最優秀賞にも輝く。
2021年 第1回イブラ・グランド・アワード・ジャパン・コンクールにてAYAKO WATANABE PRIZEを受賞。翌年5月に当コンクールの副賞として、NYカーネギーホールで演奏。
2022年 第28回Mottola国際ギターコンクールYoung C部門第1位。9月より音楽以外の活動も視野に、株式会社トライストーン・エンターテイメントに所属。
2023年 日本・スペインギター協会 創立50周年記念「第41回スペインギター音楽コンクール」第2位(聴衆賞を獲得)。グランドファイナルでは自身初となるオーケストラ協演による「アランフェス協奏曲」全楽章を演奏。
2024年 第13回J.S.バッハ国際ギターコンクール優勝>。7月13日に自身初となるオリジナルアルバム「Strelitzia」をリリース。9月21日にはめぐろパーシモンホール小ホールにて東京単独公演「Genesis」を開催した。11月にスペイン・リナレスで開催されたアンドレス・セゴビア国際ギターコンクールでは、日本人最高位となる第2位。
2025年5月4日から自身初となるホールツアー「宮川春菜 classical guitar concert tour 2025“Progress”」を開催。

## 人物
- 雪見だいふくと、ざる蕎麦が好き。身長は173cm。両親の影響で、山口百恵や尾崎豊など昭和の音楽をよく聴く。
- 2025年3月15日にさいたまスーパーアリーナで行われた自身が所属するトライストーン・エンターテイメントの大運動会ではTeamPinkの一員として出場。50m短距離走にエントリーし1位を獲得、最速王の称号を得る[13]。また、2万人の聴衆を前に「ファンファーレ」を演奏。負けず嫌いな性格もあり、この大運動会のためにトレーニングを始めたとインスタライブで発言していた。

## ディスコグラフィー

### アルバム
|     | 発売日        | タイトル                | 規格 | 規格品番  | 発売元                     |
| --- | ------------- | ----------------------- | ---- | --------- | -------------------------- |
| 1st | 2024年7月13日 | Strelitzia ストレリチア | CD   | HMGT-0001 | Tristone Enterainment Inc. |

### 映像作品
|     | 発売日        | タイトル                                               | 規格 | 規格品番 | 発売元         |
| --- | ------------- | ------------------------------------------------------ | ---- | -------- | -------------- |
| 1st | 2021年3月10日 | Chaconne（シャコンヌ）宮川春菜・18歳 ギターリサイタル1 | DVD  | WSTR-001 | Wisteria Music |
| 2nd | 2022年1月30日 | 『森に夢みる』宮川春菜・19歳 ギターリサイタル2         | DVD  | WSTR-002 | Wisteria Music |